# En Judas danste
En Judas danste (Engels: Judas danced) is een sciencefictionverhaal van Brian Aldiss. 

## Het verhaal
Het verhaal speelt zich af in de niet nader benoemde toekomst. Men is in staat heen en weer te gaan binnen de tijd. Hoofdpersoon van het verhaal is Alexander Abel Crowe (Alex) , die aan dissociatieve identiteitsstoornis lijdt, mede veroorzaakt door die mogelijkheid om in de tijd te reizen. Alex vermoordde eens Parowen Scryban en werd daardoor ter dood veroordeeld. Omdat men medelijden heeft met de patiënt Alex wordt hij wel ter dood gebracht, maar door middel van het teruggaan in de tijd weer tot leven gebracht. Dat geldt ook voor het slachtoffer. Die is weliswaar vermoord, maar komt ook weer tot leven. Zo zijn Alex en Parowen in een eeuwigdurende strijd bezig. 
Aldiss trekt een parallel met Judas en Jezus. Judas verraadde Jezus, die werd opgehangen. Jezus kwam vervolgens tot leven. De personen Alex, Jezus en Judas worden in de geest van Alex steeds door elkaar gehaald. De titel van het verhaal verwijst, naar een groep dansers die Alex ooit gezien heeft, maar kan tegelijkertijd ook verwijzen naar het feit dat Alex een horrelvoet heeft en dus zelf niet normaal kan lopen. 